# Over and Over (4Minute)
Over And Over è il quarto singolo digitale del gruppo 4Minute prodotta e scritta da Sinsadong Tiger.
La canzone è stata registrata nel 2012.

## Pubblicazione
La canzone doveva essere il secondo singolo dell'Ep Volume Up ma fu scartata e fatta come singolo in digitale

## Performance
Le 4Minute promozionano il singolo nel mese di agosto su MTV coreano.

## Tracce
1. Over And Over (R.Tree mix)
2. Volume Up
3. Over And Over (Original Mix)

## Video
Il 24 agosto esce il video ufficiale.

## Posizioni
| Classifica                 | Posizione massima |
| -------------------------- | ----------------- |
| Gaon Digital chart         | 8                 |
| Gaon Streaming chart       | 9                 |
| Gaon Download chart        | 9                 |
| Gaon BGM chart             | 1                 |
| Gaon Mobile Ringtone chart | 20                |